# Tour de France 1922
| 16. Tour de France 1922 – Endstand |                     |                           |
| Streckenlänge                      | 15 Etappen, 5373 km | 15 Etappen, 5373 km       |
| Toursieger                         | Firmin Lambot       | 222:08:06 h (24,188 km/h) |
| Zweiter                            | Jean Alavoine       | + 41:15 min               |
| Dritter                            | Félix Sellier       | + 42:02 min               |
| Vierter                            | Hector Heusghem     | + 43:56 min               |
| Fünfter                            | Victor Lenaers      | + 45:32 min               |
| Sechster                           | Hector Tiberghien   | + 1:21:35 h               |
| Siebenter                          | Léon Despontin      | + 2:24:29 h               |
| Achter                             | Eugène Christophe   | + 3:25:39 h               |
| Neunter                            | Jean Rossius        | + 3:26:06 h               |
| Zehnter                            | Gaston Degy         | + 3:49:13 h               |

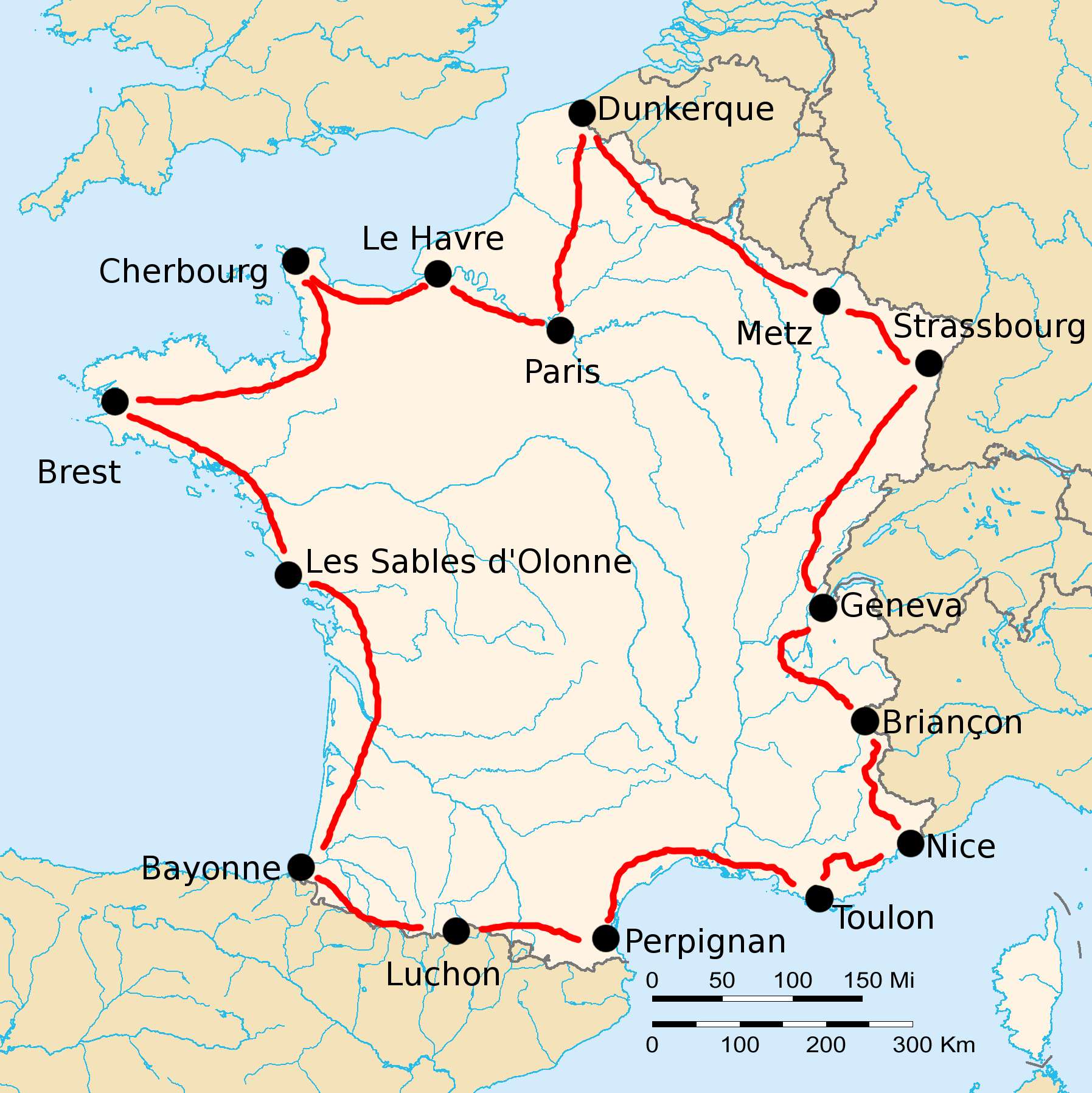
Streckenkarte der Tour de France 1922

Die 16. Tour de France fand vom 25. Juni bis zum 23. Juli 1922 statt. Auf 15 Etappen legten die Fahrer dabei 5373 km zurück. Von den 120 gestarteten Fahren wurden am Ziel 38 gewertet. Der Belgier Firmin Lambot konnte die Rundfahrt mit einem Schnitt von 24,202 km/h für sich entscheiden.

## Rennverlauf
Die Rundfahrt startete in Paris und fand gegen den Uhrzeigersinn statt. Die Zielankunft war im Pariser Prinzenpark.
Alle drei Pyrenäen-Etappen konnte der Franzose Jean Alavoine für sich entscheiden und ins gelbe Trikot schlüpfen, das er in den Alpen jedoch wieder verlor.
Der Belgier Hector Heusghem übernahm das Trikot von Alavoine, trug es jedoch nur einen Tag. Da er nach einem Unfall sein Rad wechselte, was zur damaligen Zeit noch nicht erlaubt war, bekam er eine Zeitstrafe von einer Stunde und Firmin Lambot konnte die Führung in der Gesamtwertung übernehmen. Im Alter von 36 Jahren konnte der Belgier das Trikot bis Paris verteidigen und nach der Tour de France 1919 die Rundfahrt zum zweiten Mal gewinnen. Damit ist Lambot der älteste Toursieger aller Zeiten und der erste der die Tour ohne eigenen Etappensieg gewinnen konnte.

## Die Etappen
| Etappen    | Start – Ziel                  | km  | Etappensieger       | Gelbes Trikot     |
| ---------- | ----------------------------- | --- | ------------------- | ----------------- |
| 1. Etappe  | Paris – Le Havre              | 388 | Robert Jacquinot    | Robert Jacquinot  |
| 2. Etappe  | Le Havre – Cherbourg          | 364 | Romain Bellenger    | Robert Jacquinot  |
| 3. Etappe  | Cherbourg – Brest             | 405 | Robert Jacquinot    | Robert Jacquinot  |
| 4. Etappe  | Brest – Les Sables-d’Olonne   | 412 | Philippe Thys       | Eugène Christophe |
| 5. Etappe  | Les Sables-d’Olonne – Bayonne | 482 | Jean Alavoine       | Eugène Christophe |
| 6. Etappe  | Bayonne – Luchon              | 326 | Jean Alavoine       | Eugène Christophe |
| 7. Etappe  | Luchon – Perpignan            | 323 | Jean Alavoine       | Jean Alavoine     |
| 8. Etappe  | Perpignan – Toulon            | 411 | Philippe Thys       | Jean Alavoine     |
| 9. Etappe  | Toulon – Nizza                | 284 | Philippe Thys       | Jean Alavoine     |
| 10. Etappe | Nizza – Briançon              | 274 | Philippe Thys       | Jean Alavoine     |
| 11. Etappe | Briançon – Genf               | 260 | Émile Masson senior | Jean Alavoine     |
| 12. Etappe | Genf – Straßburg              | 371 | Émile Masson senior | Hector Heusghem   |
| 13. Etappe | Straßburg – Metz              | 300 | Federico Gay        | Firmin Lambot     |
| 14. Etappe | Metz – Dunkerque              | 433 | Félix Sellier       | Firmin Lambot     |
| 15. Etappe | Dunkerque – Paris             | 340 | Philippe Thys       | Firmin Lambot     |